# Туо, Пьер Джозеф
Пьер Джо́зеф Ту́о (англ. Pierre Joseph Thuot; род. 1955) — астронавт НАСА. Совершил три космических полёта на шаттлах: STS-36 (1990, «Атлантис»), STS-49 (1992, «Индевор») и STS-62 (1994, «Колумбия»). Трижды выходил в открытый космос, полковник ВМС США.

## Личные данные и образование

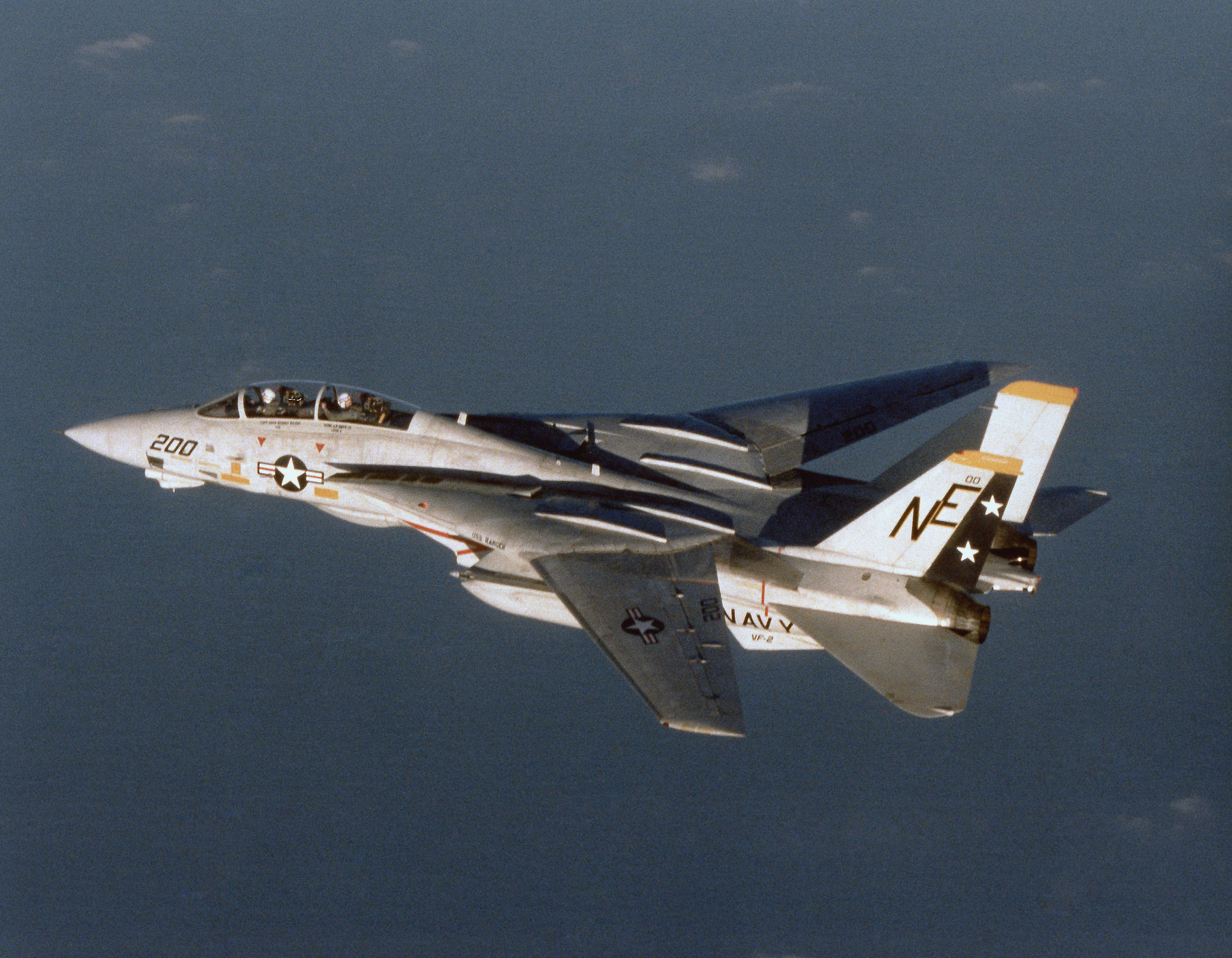
Самолёт F-14 Tomcat ВМС США.

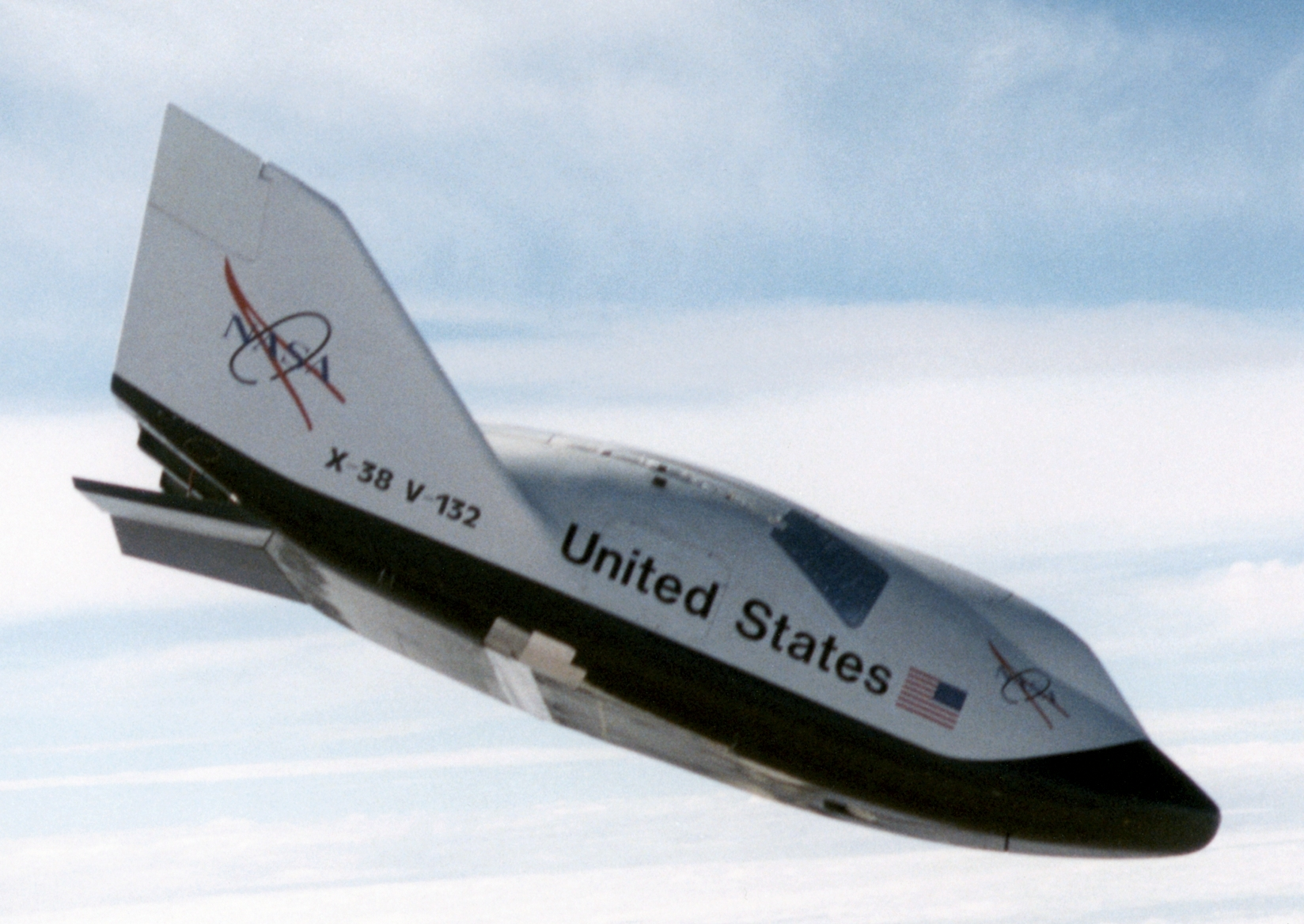
X-38 в полете.

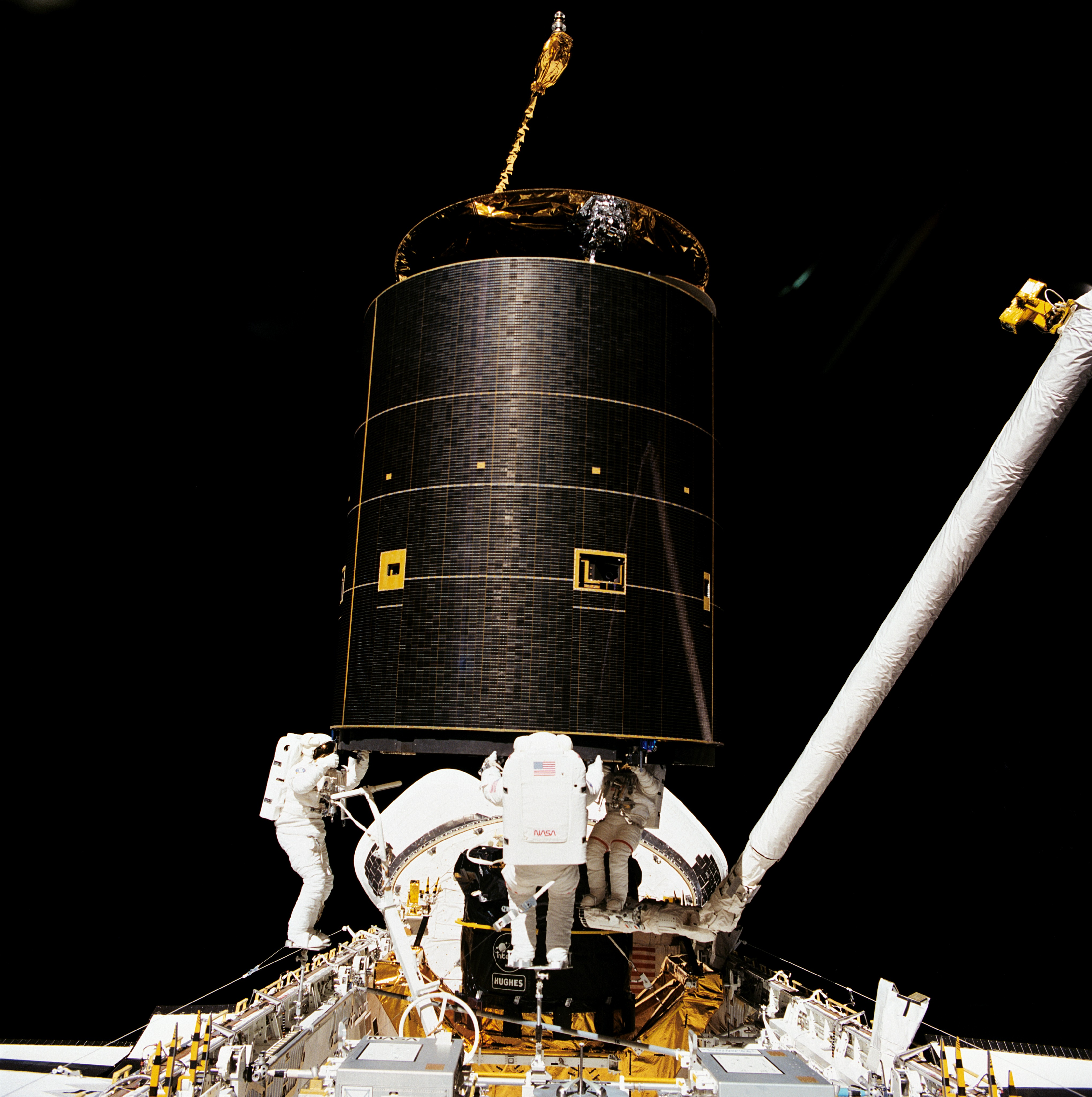
STS-49: выход в открытый космос. Туо крайний справа.

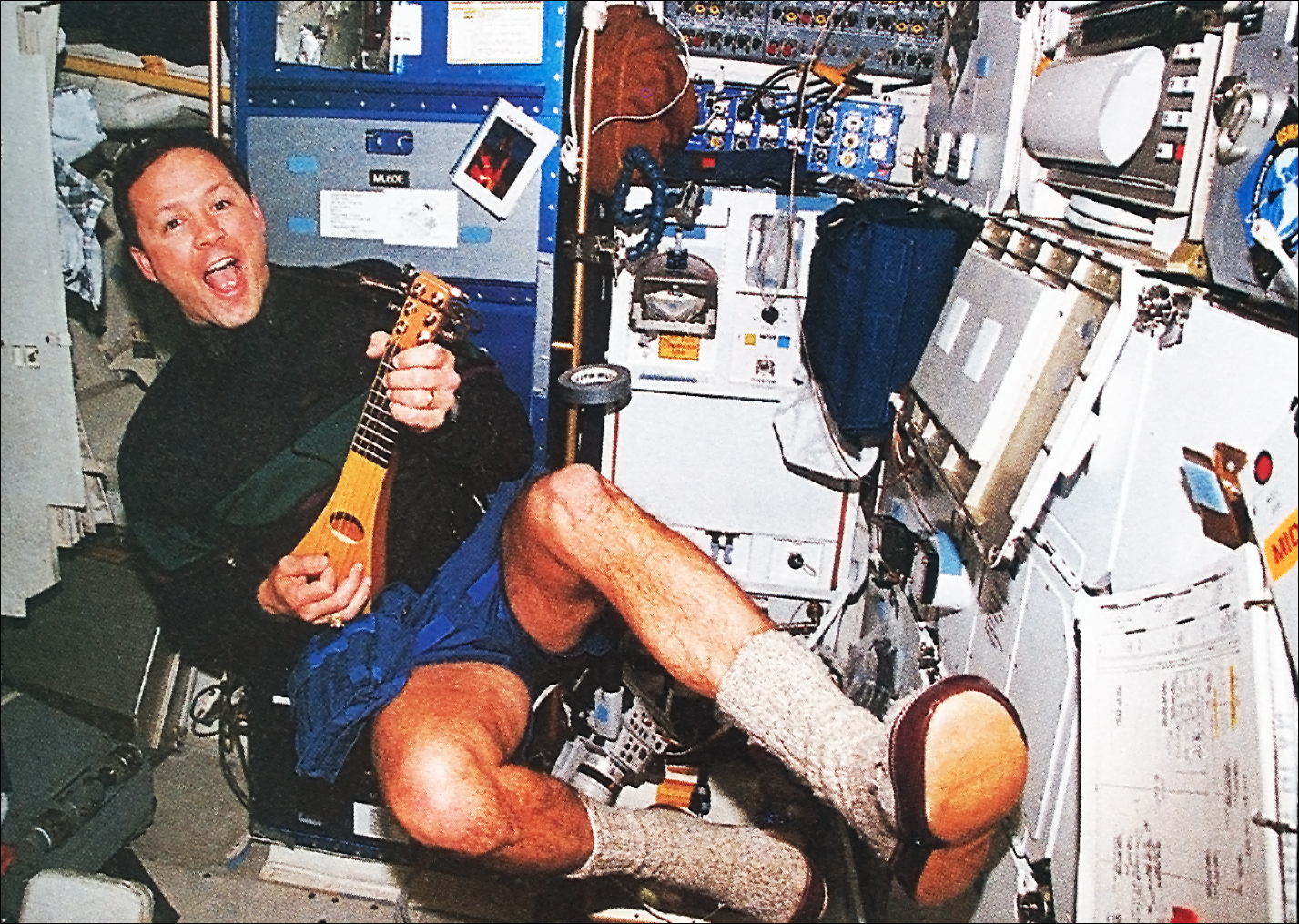
Пьер Туо с мини-гитарой на борту спейс-шаттла NASA

Родился 19 мая 1955 года в городе Гротон, штат Коннектикут, но своим родными считает города Нью-Бедфорд в штате Массачусетс, где учился, и Фэрфакс, штат Виргиния, где в 1973 году окончил среднюю школу.
В июне 1977 году получил степень бакалавра наук в области физики в Военно-морской Академии США, в Аннаполисе, штат Мэриленд. В 1985 году получил степень магистра наук в области «Системы управления» в Университет Южной Калифорнии (Лос-Анджелес).

## До НАСА
С 1977 года поступил на службу в ВВС США. Завершил лётное обучение в августе 1978 года и был распределён на авиабазу ВМС «Океана» в Виргинии, где прошёл подготовку в качестве оператора радиолокационной защиты самолётов F-14 Tomcat. Затем получил назначение и провел службу на авианосцах «Джон Ф. Кеннеди (CV-67)» и «Индепенденс (CV-62)», в Средиземном и Карибском морях. Прошёл обучение в Школе вооружений истребителей ВМС США (TOPGUN), на авиабазе ВМС «Мирамар» в Калифорнии. С мая 1982 по июнь 1983 года на авиабазе Патаксент-Ривер, в штате Мэриленд прошёл обучение в школе лётчиков-испытателей ВМС. Получил назначение в лётно-испытательный центр ВМС США на должность лётного офицера-испытателя проекта, до июня 1984 летал на самолётах F-14 Tomcat, A-6 Intruder и F-4J Phantom II. В июле 1984 года был переведен в школу летчиков-испытателей ВМС, где был лётным инструктором по системам вооружений. Воинские звания: майор ВМС США (1985), с 1995 года — подполковник ВМС США (1995).

## Подготовка к космическим полётам
В июне 1985 года был приглашён в НАСА в качестве кандидата в астронавты в составе одиннадцатого набора. Начал прохождение курса общекосмической подготовки (ОКП) с августа 1985 года. По окончании обучения в июле 1986 года получил квалификацию «специалист полёта» и назначение в Отдел астронавтов  НАСА. С января 1986 по август 1987 годазанимался различными вопросами, связанными с полезными нагрузками для шаттла, а также инструментов для работы в открытом космосе и для работы с дистанционным манипулятором (RMS). В дальнейшем занимался программным обеспечением в Лаборатории электронного оборудования шаттлов и был оператором по связи с экипажем во время нескольких полётов.

## Полёты в космос
- Первый полёт — STS-36[3], шаттл «Атлантис». C 28 февраля по 4 марта 1990 года в качестве специалиста полёта. Цель полёта — вывод на орбиту спутника «KH 11-10» по заказу министерства обороны США[4]. Что примечательно, полёт был перенесён на несколько дней из-за болезни командира Джона Крейтона и неблагоприятных погодных условий. Назначенный на 22 февраля старт шаттла переносился последовательно на 23, 24, а затем и 25 февраля[5]. Продолжительность полёта составила 4 дня 10 часов 19 минут.[6].

- Второй полёт — STS-49[7] — первый полёт шаттла «Индевор». С 7 по 16 мая 1992 года, в качестве специалиста полёта. Основной целью миссии был захват спутника Intelsat VI-603, который не смог покинуть околоземную орбиту за два года до этого. Астронавты должны были прикрепить к спутнику разгонный блок, который, работая как межорбитальный буксир, перевёл бы спутник на высокоэллиптическую орбиту, с дальнейшим переходом на целевую геостационарную орбиту. После нескольких попыток захват был совершён, для проведения работы впервые совершили выход в открытый космос из одного корабля сразу три человека, также был установлен рекорд длительности пребывания космонавта за бортом корабля, побитый только в 2001 году в полёте STS-102. Совершил три выхода в открытый космос: 10 мая 1992 года — продолжительностью 3 часа 43 минуты, 11 мая — 5 часов 30 минут и 13 мая — 8 часов 29 минут. Третий выход Туо — абсолютный рекорд по пребыванию и работе в открытом космосе.[8][9]. Продолжительность полёта шаттла — 8 суток 21 час 19 минут.[10].
- Третий полёт — STS-62[11], шаттл «Колумбия». C 4 по 18 марта 1994 года в качестве специалиста полета. Основная задача миссии – продолжение медико-биологических исследований и астрономических наблюдений. Продолжительность полёта составила 13 дней 23 часа 18 минут.[12].

Общая продолжительность внекорабельной деятельности — 17 часов 42 минуты. Общая продолжительность полётов в космос — 27 дней 06 часов 55 минут.

## После полётов
В 1999 году стал вице-президентом корпорации SGS, работал над проектом X-38. В 2004 году окончил Гарвардскую школу бизнеса по программе «Перспективное управление».

## Личная жизнь
Жена — Черил Энн Маттингли, из города Леонард-Таун, штат Мэриленд, у них двое детей. Увлекается: полёты на самолётах, лыжи, софтбол, фотографированием, любит играть на гитаре.

## Награды и премии
Награждён: Медаль «За космический полёт» (1990, 1992 и 1994), Медаль «За отличную службу» (США), Орден «Легион почёта», Медаль за службу национальной обороне (США), Медаль «За исключительные заслуги» (дважды) и многие другие.